# Brynn Boren
Brynn Renee Boren (* 1. August 1991 in Mission Viejo) ist eine US-amerikanische Tennisspielerin.

## Karriere
Boren begann mit sieben Jahren das Tennisspielen und bevorzugt Hartplätze. Sie spielt hauptsächlich auf Turnieren der ITF Women’s World Tennis Tour, wo sie bislang fünf Titel im Doppel gewinnen konnte.

### College Tennis
Boren spielte 2010 bis 2013 für die Tennessee Volunteers der University of Tennessee und wechselte dann 2013 an die University of Southern California, wo sie für die USC Trojans spielte.
2013 erreichte sie bei den NCAA Division I Tennis Championships zusammen mit ihrer Partnerin Kata Szekely das Halbfinale im Damendoppel.

## Turniersiege

### Doppel
| Nr. | Datum         | Turnier    | Kategorie   | Belag             | Partnerin          | Finalgegnerinnen                       | Ergebnis      |
| --- | ------------- | ---------- | ----------- | ----------------- | ------------------ | -------------------------------------- | ------------- |
| 1.  | Juli 2010     | Evansville | ITF $10.000 | Hartplatz         | Sabrina Santamaria | Anastassija Chartschenko Gabriela Paz  | 6:3, 6:4      |
| 2.  | Juli 2011     | Evansville | ITF $10.000 | Hartplatz         | Sabrina Santamaria | Nadia Echeverría Alam Elizabeth Ferris | 6:4, 4:6, 6:4 |
| 3.  | 22. Juni 2018 | Victoria   | ITF $15.000 | Hartplatz (Halle) | Gail Brodsky       | Safiya Carrington Alana Smith          | 6:1, 6:2      |
| 4.  | 16. März 2019 | Arcadia    | ITF W15     | Hartplatz         | Sarah Lee          | Pamela Montez Madison Westby           | 6:2, 6:4      |
| 5.  | 15. Juni 2019 | Sumter     | ITF W25     | Hartplatz         | Caitlin Whoriskey  | Vladica Babić Hayley Carter            | 6:4, 6:4      |

## Persönliches
Brynn ist die Tochter von Barry und Jean Boren und hat eine Schwester Lara Spica-Pascoe.